# Čergov (szczyt)
Čergov (1049 m) – szczyt w południowo-wschodniej części Gór Czerchowskich we wschodniej Słowacji. Stanowi punkt widokowy.

## Szlaki turystyczne
– czerwony: wieś Miháľov – wieś Hervartov – Žobrák – przełęcz Žobrák – Bukový vrch – Čergov – przełęcz Čergov – wieś Hradisko – wieś Terňa
  – niebieski: wieś Pusté Pole – wieś Kyjov – przełęcz Pod Minčolom – Minčol – Lazy Hyrová – przełęcz Ždiare – Forgáčka – Dvoriská – Hrašovík – przełęcz Priehyby – Solisko – przełęcz Lysina – Veľká Javorina – Čergov – przełęcz Čergov – wieś Osikov – wieś Vaniškovce